# Sukamulia (Tanjung Lubuk)
Sukamulia is een bestuurslaag in het regentschap Ogan Komering Ilir van de provincie Zuid-Sumatra, Indonesië. Sukamulia telt 262 inwoners (volkstelling 2010).